# Манора (Карачи)
Манора или Маноро (урду جزیرہ منوڑا‎) — небольшой полуостров (2.5 км²) расположенный к югу от порта Карачи, Синд, Пакистан. Полуостров соединяется с материком 12 километровым бродом, называемым «сендспит». Манора и смежные острова формируют защитный барьер между портом Карачи на севере и Аравийским морем на юге. В западной бухте порта, на границе между «сендспитом» и полуостровом располагается вымирающий мангровый лес. На востоке — пляжные поселения Киамари и Клифтон. Салехабад — старейшая рыболовецкая деревня полуострова.

## История
Территория Карачи включая полуостров издревле являлась важной стратегической точкой, и прямо или косвенно упоминалась в различных исторических трактатах. Александр Македонский готовил поход в Вавилон в древнем порте Крокола, располагвшемся на полуострове. Манора посещалась османским адмиралом Сейди Али-реисом во время его путешествия, которые он позже запечатлел в книге «Зерцало стран». Древний город Дебал частично располагался на Маноре. В 18 веке, когда порт Карачи занимался активной торговлей с Оманом и Бахрейном на полуострове был возведён маленький форт. В 1839 году форт был атакован британцами, и хотя он был разрушен и ныне погребён под территорией военно-морской базы, маяк, возведённый в 1889, служит напоминанием о былом присутствии британцев.
В новейшее время полуостров более 50 лет служил главной базой ВМФ Пакистана. Причалы для кораблей располагались вдоль восточного побережья, а на самом полуострове, несмотря на его близость с городом Карачи, присутствовали казармы. В связи с открытием базы ВМФ «Джинна» в Ормаре в 2000 году большая часть кораблей была передислоцирована.

## Туризм и достопримечательности
Манора — популярное место отдыха благодаря длинным песчаным пляжам, идущим вдоль побережья, переходящими в «сендспит», и затем соединяющимися с пляжами бухты Хоки. По причине отдалённости полуострова от города Карачи и отсутствия на нём отелей, правительство Пакистана рассматривает возможности по улучшению инфраструктуры Маноры, рассчитывая преобразить полуостров в многообещающую туристическую зону.
Кроме того, на полуострове располагается индуистский храм Шри Варун Дев Мандир посвященный богу мировых вод Варуну. Нынешняя структура храма датируется предположительно 1917-1918 гг., однако точная дата строительства храма неизвестна. Согласно легендам, храм был возведён в 16 веке семьёй богатого мореплавателя, который купил полуостров у Хана Калата, владевшего большей частью земли побережья. Сегодня храм находится в плачевном состоянии — солёные морские ветра разъели богатую отделку, а стены медленно разрушаются. Тем не менее, индуистское консульство Пакистана, владеющее храмом, дало обещание восстановить его.
- Индуистский храм на Маноре
- Академия ВМС Пакистана
- Ныне недействующая церковь св. Павла
- Самый высокий маяк в Пакистане (28 метров) расположен на полуострове

## Демография
На полуострове проживают этнические группы мухаджиров, панджабцев, синдхов, кашмирцев, сераиков, пуштунов, белуджей, мемонов и прочие. Более 99% населения мусульмане.